# Кејтлин Џенер
Кејтлин Мари Џенер (енгл. Caitlyn Marie Jenner; Малибу, 28. октобар 1949), раније позната као Брус Џенер (енгл. Bruce Jenner), је америчка позната личност и пензионисана добитница златне медаље на Олимпијским играма. 
Џенерова је била фудбалерка на колеџу, пре него што је повредила колено и морала на операцију. Тренер Л. Д. Велдон који је тренирао олимпијског тенисера Џек Паркера, убедио је Џенерову да пробају десетобој. Након интезивних тренинга, Џенерова је на Летњим олимпијским играма 1976. године у Монтреалу освојила златну медаљу. И била је позната под називом „Амерички херој“. Џенерова је поставила три светска рекорда, док је освајала Олимпијаду. Победник добија незванични наслов „Највећи светски спортиста“. На основу те популарности она се пробија на ТВ-у, филму, писању, ауто тркама и сл.
Џенерова има шесторо деце са три успешне жене: Кристи Кровноуер, Линда Томпсон и Крис Џенер. Од 2007. године се појављује у ТВ серији „Породица Кардашијан“, са Крис, њиховим ћеркама Кендал и Кајли Џенер и Крисином децом: Кортни, Ким, Клои и Робом Кардашијаном. Кејтлин је била мушко, мада се неко време оглашавала као транс жена, док није потпуну промену свог идентитета објавила 25. септембра 2015. године. Тренутно је најпознатија трансродна жена у свету која отворено прича о томе.

## Ранији живот
Кејтлин Мери Џенер је рођена као Брус Џенер у Монт Киску, Њујорк. Њен отац је био арбориста. Има двије сестре: Лису и Пам и млађег брата Бертона који је убијен у саобраћајној несрећи у Кантону, Конектикету 30. новембра 1976. године, кратко након Кејтлиног успјеха на Олимпијским играма. Као дијете, добила је дијагнозу дислексије. 
Џенер је похађала Слипи Халоѕ средњу школу у Слипи Халоу у Њујорку  у првој и другој години. Затим Њу Таун средњу школу следећих година. Добила је фудбалску стипендију и играла за Грејсланд Колеџ, док се није повриједила и била приморана да престане са тренирањем. Дипломирала је 1973. године као професор физичког васпитања.

## Олимпијска каријера

### Ранија каријера
На олимпијским суђењима 1972. године у Јуџину, Орегон Џенер је био на 5. мјесту у мушком десетобоју, иза Стив Гога и Андру Петеса. Џенер се квалификовао за олимпијску екипу, тако што је убрзао и последњи круг завршио 22 секунде прије осталих. Што је довело до тога да Еугген Регистар-Гуард пита ко је Џенер... Након олимпијских суђења 1972. године Џенер је завршио на 10. мјесту.  Гледајући Микол Авилова и његову побједу добио је инспирацију да започне интензиван режим тренирања „Први пут сам знао шта желим у животу и то је то, а овај човјек то има. Буквално сам почео тренирати те ноћи у поноћ, трчећи кроз улице Минхена у Њемачкој, тренирајући за Игре. Од тог дана сам тренирао сваки дан од 6-8 сати дневно, 365 дана у години.
Након дипломирања оженила је Крис Кравнер и преселила се у Калифорнију. Обезбједила је финансијски своју породицу радећи за једну авиокомпанију. Радила је и вјежбала дању, а ноћу је продавала осигурање и тако зарађивала до 9.000 долара годишње.Током овог периода, Џенер је тренирала на Сен Џоуз Сити Колеџу и Сн Џоуз Универзитету. Још многи други спортисти су хтјели ту да тренирају, као што су: Милард Хамптон, Андре Филипс, Џон Повел, Мек Викинс и Ал Фербек. Најуспјешније резултате освојила је у дисциплинама другог дана, а то су: препреке, дискусија, полигон свода, копље и 1500 m.

### Олимпијски успјех
Џенер је био шампион на дјечијој декатлонској манифестацији 1974. године  и била је на насловној страни часописа „Вијести на терену“ у августу 1974. године. Док је на турнеји 1975. године освојио француско првенство  и златну медаљу на Пан-Америчким играма са 8.045 поена, са чим је оборио Авилов рекорд од 8.538 поена 1976. године. такође у Јуџину . 
„Добили смо оно што смо желели. Уплашили смо се свега на свијету само мјесец дана прије Игара.“ 
На Олимпијским играма у Монтреалу 1976. године освојио је пет најбољих личних карата још првог дана. На последњој трци, Џенер је проширио круг смањивши дефицит за 50 m и стигла Леонид Литвиненка који је већ био без конкуренције за златну медаљу. Његов лични рекорд је био бољи од Џенеровог за 8 секунди. Џенер је поставила ново најбоље вријеме и освојила златну медаљу са рекордом од 8.618 поена у свијету.

### Олимпијски и свјетски рекорди
| 100 m      | Скок удаљ | Бацање кугле | Скок увис | 400 m | 110 m препоне | Бацање диска | Скок мотком | Бацање копља | 1500 m  |
| ---------- | --------- | ------------ | --------- | ----- | ------------- | ------------ | ----------- | ------------ | ------- |
| 10.94 +0.0 | 7.22 +0.0 | 15.35        | 2.03      | 47.51 | 14.84         | 50.04        | 4.80        | 68.52        | 4:12.61 |
| 819        | 865       | 809          | 882       | 923   | 866           | 873          | 1005        | 862          | 714     |

### Утицај
Након догађаја, Џенерова је преузела заставу од гледалаца и носила је током побједничког круга. Тиме је започела традицију која је уобичајена сада на Олимпијским играма.
Као резултат побједе на Олимпијском десетобоју, Џенерова је постала национални херој и добитник награде Џејмс Е. Суливан као врхунски аматерски спортиста је такође био именован за једног од најбољих мушких атлетичара 1976. године.
Кејтлин рекорд је био прекинут 1980. године са само 4 поена више које је освојио Дали Томпсон на Олимпијади у Москви.
Од 2011. године Кејтлин је на свјетској ранг листи заузела 25 мјесто, а на америчкој 9 мјесто. Укључујући нови рекорд 2012. који је освојио Ештон Етон, Џенерова је помјерена на 27. мјесто у свијету и 9. у Америци.
Џенерова је примљена у Америчку Националну халу славе и терена славних 1980. године, Олимпијски дворац славних 1986. године, дворана славних у заливској области и Конференцијска спортска дворана славних 1994. године и Сан Хосе спортске дворане славних 2010. године. Скоро 20 година, Сан Џоуз Сити Колеџ одржавао је годишње такмичење за Бруса Џенера.

## Пост-Олимпијска каријера

### Користећи Олимпијску славу
Током 1970-их година, олимпијски спортисти су се сматрали аматерима и нису имали дозволу да траже или прихвате плаћање за своје позиције као спортске познате личности. Након што су се завршиле, Џенер је рекла „У правом тренутку сам био прави момак, на правом мјесту.“ Тони Корнхејзер из Њујорк Тајмса је написао: „Џенер врти нацију, он и његова супруга, Кристи, су тако високо на постољу америчког хероизма, да би требало кран да их спусти.
Након очекиваног олимпијског успјеха, Џенер је планирао да уђе на било који славни статус који би могао пратити златну медаљу у истом калупу као што су Џони Вајсмилер и Соња Хени, који су постали главне филмске звезде након својих златних медаља. То би захтевало одустајање од било ког будућег олимпијског такмичења У то време Џенеров агент Џорџ Валак сматрао је да је прозор од четири године - до следеће Олимпијске игре - на који ће се капитализовати. Валаш је објавио да је Џенер разматран за улогу Супермена, који је на крају отишао у Кристофер Рив. "Стварно не знам колико понуда имамо", тврди Валак. "У хотелу још увек постоје неотворени телеграми и једноставно не можете вјеровати понудама које су се налазиле током првих два дана."  
Потпарол Витиз 1977. године је постао портпарол за житарице „Витиз“ и појавио се на слици производа. Након што је преузео од олимпијског спортисте Боба Ричардса, Џенер је био други по реду спортиста који је постао гласноговорник. 1984. године да је наслиједила Мери Лоу Ретон. 
Дана 22. новембра 1977. године, Џенер је отишао у Сан Франциско да одбије оптужбе које је поднио бранилац Сан Франциска Џозеп Фреитас, да је Генерал Милс, произвођач Витиза, био укључен у обмањујуће оглашавање у својој кампањи коју је приказао Џенер. Џенер је волио Витиз и јео их за доручак два до три пута седмично, што је подржавало тврдње рекламне кампање. Два дана касније, Фреитас је повукао тужбу, рекавши да је то „случај надражљивости“ од стране његовог особља.
Када је Џенер 2015. године изашао као транс жена, Генерал Милс је изјавио „Брус Џенер наставља да буде поштовани члан Тима Витиз.“ Након негативног одговора на ову почетну изјаву, Мајк Сиемиенас менаџер за односе са брендом Генерала Милса, објаснио је тако што је рекао „ Брус Џенер је угледан члан Тим Витиза, а Кејтлин Џенерће и даље бити.“ 

### Телевизијска и филмска каријера
Џенер је глумио у филму“Сеоски људи“ и комедији „Не можеш зауставити музику“  1980. године. Џенерова представа је номинована за Златну малину, награда за најгорег глумца 1980. године. Имао је неколико успјешних филмова за ТВ Златни тренутак: олимпијска прича о љубави“ и „Грамблингов бијели тигар“ 1981. године. Такође се појавила у епизоди серије Сребрне жлијезде назване „Проблем са ријечима“. Појавио се у серији „Научите читати“ и у неким видео игрицама. 
Џенер се појавио у низу играних емисија и телевизијских програма стварности, укључујући главну улогу с Гритс Грехамом у епизоди АБЦ-овог Америчког Спортсмена. Програм укључује Грешам лов, риболов, или пуцање на егзотичним областима са познатим личностима. Почетком 90-их Џенер је био домаћин инфомерцијала за машину за пењање степеницама под називом „Стар Клајмбер Плус“. У јануару 2002. године учествовао је са осталим олимпијским спортистима у серији „Д Викест Линк“. У фебруару и марту 2003. године учествовао је у серији „Ја сам Славен, одвези ме одавде“.
Додатни наступи и ТВ излагања Џенера укључују: Никелдонов филм „Тренер гимназије „ „Породичан човјек“ итд...

### Моторска спортска каријера
Џенер је био успјешан возач тркачких аутомобила у ИМСА Камел ГТ серији 1980-их. Прва побједа Џенера је дошла 1986. године у 12 сати. Пар је побједио у својој класи. 1986. је била најуспјешнија година за његову каријеру, завршивши други на првенству Пруету. Џенер је коментарисао: „ Био сам много бољи тркач него возач.“ 

### Посао
Џенер је лиценцирао своје раније име за „Наутилус и Аеробикс“ 1980-их. Није имао власништво у лиценцираним центрима за именовање, које је у цјелини био у власништву Цирота. Његова компанија Брус Џенер Авијација продаје авионе руководиоцима и корпорацијама. Он је био потпредсједник за развој пословања за кадровску индустрију „Лотус Домино“. 
У марту 2016. године објавила је да је изабрана за лице ХиМ Спорта. Каније те године, компанија је снимила шестоминутни филм са Џенеровом.

## Промена пола
У интервјуу са Дијаном Сојер 2015. године, Џенер је изашла као транс жена, рекавши да се бавила родном дисфоријом од своје младости и рекла је „За све намјере и сврхе сам жена“. Дуго је узимала хормонске терапије, али је престала са тим када је њена веза са Крис Кардашијан постала озбиљнија, што је довело до брака 1992. године. Џенер је преиспитивала свој пол и хормоне на путовањима када је ишла сама, не романтичним путовањима јер је то сметало њеној жени. И браку у којем је била све до 2015. године. 
Џенер је промјенила свој пол у јануару 2017. године. Рекла је да је никада нису привлачили мушкарци нити она њих, искључиво жене. Што је људима често необично да пореде са промјеном пола, па се због тога данас изјашњава као асексуална. 

### Медијска пажња
У јуну 2015. године Џенер је дебитовала њено ново име и имиџ и почела је јавно користити женске само-дескрипторе. У јулу 2015. је одржала церемонију свог преименовања у Кејтлин Мери Џенер. Прије њеног интервјуа са Дијаном, она је у емисији о Кардашијанима говорила о томе и припремала своју породицу на оно што ће да услиједи. У посебној емисији која се емитовала у мају 2015. године истакла је да не постоји прави пут за промјену пола. У сваком случају је је хтјела да осигура своју дјецу прије него што се ода таквом подухвату. У септембру 2015. године је њено име званично промијењено, као и род. 
Кејтлина објава да је трансродна особа прошла је без преседана за трансперсоналност, укључујући у законодавне иницијативе. Интервју 20/20 имао је 20,7 милиона гледалаца што је учинило за "најпрестижнијег новинара за телевизијске медије од одраслих од 18 до 49 година и одраслих од 25 до 54 година." У новинама „Дневна Звјер“ аписали су како Кејтлина искреност, рањивост и слава могу довести до „јефтиних вицева“ о транс људима. Чланови ових новина су увидјели да се одвија иста ствар и протокол као и у периоду прихватања ЛГБТ популације. Кејтлин нови идентитет је био откривен у часопису Венити Фејр-у који је написао Баз Бисинџер, а Ени Лејбовиц је фотографисала за насловну страну.
Користећи свој Твитер објавила је "Тако сам срећна након тако дугог периода уживам у самој себи. Добродошли у свијет Кејтлин, не могу да чекам да упознаш себе / мене". Ово је био десети најпопуларнији твит у цијелом свијету и ретвитовао се од, ог јануара до новембра те исте године. Успјела је да за 1 сат и 3 минуте добије више од 1 милиона пратитеља. Тиме је поставила свјетски рекорд, надмашујући чак и предсједника Сједињених Америчких Држава –Барака Обаму. Четири дана касније, имала је 2,37 милиона пратитеља и 1,5 милиона пратитеља на инстаграму. 
Међутим и Кејтлин се такође ругала и учествовала у емисијама Соут Парка.
У априлу 2016. године током избора, Џенерова је постала примјер за кандидатуру Доналду Трампу, који је говорио да она може да изабере било који од његових вц-ова. Џенерова то није схватала као увреду, захвалила му се и његовом противнику Теду Крузу рекла да „Нико није злостављан“. У јуну 2016. године је била један од чланова за спот Канји Веста.

### Дочек
У августу 2015. године Кејтлин је добила награду „Краљиа социјалниј медија“ за Тинејџерски избор. У октобру 2015. године Гламур часопис је назвао једном од његових 25 гламурозних жена године, дајући јој епитет „Транс Шампион“. У новембру 2015. године је представљена као једна од најзанимљивијих жена те године. У децембру те године проглашена најфасцинантнијом особом од стране Барбаре Валтерс. Такође је била на листи за најбоље лице године у часописуТајм. Била је 2. најтраженија особа на Гуглу 2015. године. У априлу 2016. је била међу првих 100. Такође те године су обиљежили 40-годишњицу освајања њено десетобоја 1976. године.
Феминистички аутор Гермејн Грир је прогласио Џенерову за „Жену године“ мислећи да би „Трансродна жена могла бити боља, од само рођене жене“. Џенерова је такође примила критике од глумице Роуз Макгауан због њене изјаве да је женама најтежи дио „схватити шта носити“. Глумица је рекла "Ми смо више од одлучивања о томе шта да носимо. Ми смо више од стереотипова које нас насликују људи попут вас. Сада сте жена? Па јебено сазнајте да смо имали МИРНО различито искуство од вашег живота мушкараца привилегија." Касније је изјавила да није трансфобична и додала: "Дислајковање нечим што је транс особа рекла није ништа друго него не волети нешто човека који је рекао или да је жена рекла. Транс не значи и не штити вас од критике." 
Крис Мандл из „Независно“ је изјавио: "Јеннер је наставио да инспирише безброј мушкараца и жена, али њени коментари, који су направљени након прославе на женама године у часопису Гламоур у Неw Јорку, били су ознамени" и на то је додао: "Људи су почели да твитују друге теже ствари са којима се жене морају суочити, као што су институционализовано угњетавање, злостављање и сексуални напад". Џејмс Смит, супруг Моире Смит службени полицајац Њујорка који је умро 2001. године, вратио је својој жени титулу „Жена године“ посмртно. Рекавши да је изругао награду која је дата његовој жени само даби се стекао публицитет.
Насупрот томе Едријен Там из Дневног Телеграфа је изјавила: "Оно што Макгауан није узела у разматрање је био начин на који је Јеннер говорио" Такође је оцијенила критике Џејмса: "Најважнија ствар овде је храброст. Ми лако препознајемо физичку храброст, као што је спасавање сирочади од зграда, или обични људи који своје животе стављају у ред Ватра је много теже препознати менталну храброст." На шта је додала: " Она је додала: "Без сумње, полицајац који је погинуо у нападима 11. септембра био је храбар, али и Јеннер, то је друга врста храбрости, али ипак је храброст." 

### ЛГБТ заједница
Пошто је постала најпознатија жена у 2015. години, након њене изјаве да је трансродна, вероватно је најпознатији и најуспјешнији ЛГБТ спортиста. У свом интервју 20/20 је дала акценат на насиље над женама и друга питања о трансродности. Такође је на тај начин покушала да промовише ЛГБТ популацију. Потписала се у одељењу за креативне уметнике и сарађивала са ЦАА Фондацијом о филантропској стратегији која се фокусирала на ЛГБТ питања. Појавила се у ЛГБТ центру у Лос Анђелесу у јуну 2015. године где је разговарала са младим људима о ризику који је вребао.
Она је добитник награде Артур Аше Кариџ за 2015. годину.
Маура Мандт је изјавила да је Џенерова добила награду зато што је : "Показала храброст да прихвати истину која је била скривена годинама и да се покрене путовање које не само да пружа утехе онима који се суочавају с сличним околностима, већ могу такође помоћи да образују људе о изазовима са којима се суочавају трансродне заједнице. " Она је трећа узастопна ЛГБТ особа која је добила награду поред фудбалера Мајл Сема 2014. године и Робин Робертс 2013. године. 
У октобру је представила Хоризон награду Поинт Фондејшн телевизијским продуцентима Риз Рнст и Зеку Зисковском. Ово је био њен други ангажман јавног говора након њене родне транзиције. У новембру је била на листи као један од девет учесника за Лигу године адвоката. Тог мјесеца је била на листи међу првих 100 „Новајлија године“. На дану међуљудских права је је разговарала са Америчком амбасадорком Самантом Павер. У 2016. години је била на насловној страни „Адвокат „ фебруар/март. 
МЕК козметичка кућа је такође сарађивала са Џенеровом на кармину под називом „Коначно доступан“ од 8. априла 2016. године. Мек је изјавио да 100% онога што зараде на том производу иде за фондацију трансродних жена да се заштите од ХИВ-а и других полних болести. Такође је те године била на листи „НО 8“ у магазину „Паувер“. Као и њен интервју са Дијаном Сојер 2015. који је донио заиста високу гледаност и читаност њој као новинару. 
Кампања за људска права у јуну 2016. године објавила је видео у знак обележавања жртава снимања у ноћном клубу у Орланду геј; на видео снимку, Џенерова и други су причали о причама о људима који су тамо погинули. У јулу 2016. године је говорила о трансродним женама на републиканској националној конвенцији.

### Прикази и мемоар
Кејтлина промјена пола је предмет „Ај ем Кет“ документарних серија које се састоје из 8 дјелова у 2015. години са 2,7 милиона гледалаца. Џенер је била извршни продуцент ове емисије. Емисија говори о њеној промјени пола и како то утиче на њену породицу и посао, као и закључци о сличним случајевима на јавној сцени. У октобру 2016. емисија је обновљена у другој сезони.
Кејтлин мемоар, Тајне мога живота, објављен је 25. априла 2017.

## Политика
Кејтлин је хришћанка, наклоњена политичком конзерватизму и републиканац. "Добила сам више проблема да будем конзервативни републиканац него што имам за промјену пола " рекла је. Иако је одбијала да да потврду, рекла је да јој се Тед Круз свидио на прелиминарним изборима 2016. године упркос његовим негативним ставовима о трансродним људима. У њеној емисији, рекла је да иако не подржава Доналда Трампа, мисли да ће он допринјети сигурности жена и сл. Међутим, такође је изјавила да никада неће подржати Хилари Клинтон. 
У фебруару 2017. године Трамп је поништио да сви трансродни људи могу да иду у вц који год желе, на што му је Кејтлин одговорила са негативном критиком, јер је прекршио обећање. 
У априлу 2017. Џенер је рекла да се залаже за истополне бракове.
У јулу 2017. године је изјавила да размишља о трчању у 2018. години за Амерички Сенат, да заступа Калифорнију. 
Касније у мјесецу, она је осудила Трампа за издавање наредбе о поновној забрани трансродних људи од служења у војсци. У свом твиту написала је: "Шта се десило са вашим обећањем да ћете се борити за њих?" 

## Приватни живот

### Бракови
Прије њене јавне полне транзиције, Џенер се удала три пута. Прво за Кристи Скот од 1972. до 1981. године. Имају двоје дјеце, сина Барона Џенера и ћерку Касандру Марино.
Дана 5. јануара 1981. године Џенер се удала за глумицу Линду Томпсон на Хавајима. Имају два сина заједно Брендон Џенера и Сем Броди Џенера. До 1986. године су се раздвојили и касније су се развели. Касније су њихови синови имали искуства у пољу глуме.
Дана 21. априла 1991. године је оженила Крис Кардашијан, након пет мјесеци забављања. Имају двије ћерке: Кендал и Кајли Џенер. Иако Крис има дјецу из свог првог брака: Кортни, Ким, Клои и Роберта. Међутим дошло је до развода 23. марта 2015. године.
| Име              | Година     | Дјеца                           |
| ---------------- | ---------- | ------------------------------- |
| Кристи Кровновер | 1972—1981. | Бартон Џенер и Касандра Џенер   |
| Линда Топмсон    | 1981−1986  | Брендон Џенер и Сем Броди Џенер |
| Крис Кардашијан  | 1991−2015  | Кајли Џенер и Кендал            |

### Правна питања
У фебруару 2015. године Џенер је учествовала у судару више возила на ауто-путу са смртних исходом. Ким Хов, активиста за животиње и глумица, погинула је када је Кејтлин СУВ налетио на њене аутомобил. Рачуни секвенце судара су се разликовали, као и број повријеђених.Тужиоци су одбили да поднесу грађанску пријаву. Џесика Станфорд агент из Холивуда, која је погодила Хоувов ауто, ријешила је свој случај у децембру 2015. године. Док су њена дјеа ријешила свој случај у јануару 2016. године. Финансијски детаљи нису објављени ни у једном од ова два случаја.